# Graham V. Hartstone
Graham V. Hartstone (* Juni 1944 in Uxbridge, Middlesex, England) ist ein britischer Tonmeister.

## Leben
Hartstone begann seine Karriere Anfang der 1960er Jahre, sein Filmdebüt hatte er als im Abspann nicht genannter Playback-Operator bei Basil Deardens Filmdrama Die heiße Nacht von 1962. Im selben Jahr assistierte er dem Tontechniker bei der Komödie Ist ja irre – der Schiffskoch ist seekrank. Er war bis 1976 an insgesamt acht Filmen aus der Carry-On-Filmreihe tätig, darunter Ein Streik kommt selten allein und Retter der Nation. Zudem arbeitete er 1962 am ersten Film aus der James-Bond-Filmreihe, James Bond – 007 jagt Dr. No. Bis 2002 war er an 16 der 20 produzierten Filme beteiligt, mit Ausnahme von James Bond 007 – Man lebt nur zweimal, James Bond 007 – Diamantenfieber, James Bond 007 – Im Geheimdienst Ihrer Majestät und James Bond 007 – Octopussy. Bis auf George Lazenby hatte er so zu diesem Zeitpunkt mit allen bisherigen Bond-Darstellern gearbeitet.
Hartstone war für sein Wirken mehrfach für den Oscar und den BAFTA Film Award nominiert, jeweils in der Kategorie Bester Ton. Seine erste Nominierung für den Oscar erhielt er 1979 für Supermann. 1985 war er für Reise nach Indien nominiert, und 1987 für Aliens – Die Rückkehr. 1983 war Hartstone für zwei BAFTA Film Awards nominiert, für Blade Runner und Pink Floyd – The Wall. Er erhielt die Auszeichnung für Alan Parkers auf dem Pink-Floyd-Konzeptalbum The Wall basierenden gleichnamigen Spielfilm. Es folgten zwei weitere Nominierungen, 1987 für Aliens – Die Rückkehr sowie 1996 für James Bond 007 – GoldenEye.
2005 zog sich Hartstone zunächst aus dem Filmgeschäft zurück, trat jedoch 2012 noch einmal als Berater für den Psychothriller Berberian Sound Studio auf.

## Filmografie (Auswahl)
- 1962: James Bond – 007 jagt Dr. No (Dr. No)
- 1963: James Bond 007 – Liebesgrüße aus Moskau (From Russia with Love)
- 1964: James Bond 007 – Goldfinger (Goldfinger)
- 1965: James Bond 007 – Feuerball (Thunderball)
- 1973: James Bond 007 – Leben und sterben lassen (Live and Let Die)
- 1974: James Bond 007 – Der Mann mit dem goldenen Colt (The Man with the Golden Gun)
- 1977: James Bond 007 – Der Spion, der mich liebte (The Spy Who Loved Me)
- 1979: James Bond 007 – Moonraker – Streng geheim (Moonraker)
- 1981: James Bond 007 – In tödlicher Mission (For Your Eyes Only)
- 1985: James Bond 007 – Im Angesicht des Todes (A View to a Kill)
- 1987: James Bond 007 – Der Hauch des Todes (The Living Daylights)
- 1989: James Bond 007 – Lizenz zum Töten (Licence to Kill)
- 1995: James Bond 007 – GoldenEye (GoldenEye)
- 1997: James Bond 007 – Der Morgen stirbt nie (Tomorrow Never Dies)
- 1999: James Bond 007 – Die Welt ist nicht genug (The World Is Not Enough)
- 2002: James Bond 007 – Stirb an einem anderen Tag (Die Another Day)

## Auszeichnungen (Auswahl)

### Oscar
- 1979: Oscar-Nominierung in der Kategorie Bester Ton für Superman
- 1985: Oscar-Nominierung in der Kategorie Bester Ton für Reise nach Indien
- 1987: Oscar-Nominierung in der Kategorie Bester Ton für Aliens – Die Rückkehr

### BAFTA Award
- 1983: BAFTA Film Award in der Kategorie Bester Ton für Pink Floyd – The Wall
- 1983: BAFTA-Film-Award-Nominierung in der Kategorie Bester Ton für Blade Runner
- 1987: BAFTA-Film-Award-Nominierung in der Kategorie Bester Ton für Aliens – Die Rückkehr
- 1996: BAFTA-Film-Award-Nominierung in der Kategorie Bester Ton für James Bond 007 – GoldenEye